# العلاقات الأرجنتينية الزيمبابوية
العلاقات الأرجنتينية الزيمبابوية هي العلاقات الثنائية التي تجمع بين الأرجنتين وزيمبابوي.

## مقارنة بين البلدين
هذه مقارنة عامة ومرجعية للدولتين:
| وجه المقارنة                                              | الأرجنتين                                               | زيمبابوي |
| --------------------------------------------------------- | ------------------------------------------------------- | --- |
| المساحة (كم2)                                             | 2.78 مليون                                              | 390.76 ألف |
| عدد السكان (نسمة)                                         | 44.27 مليون                                             | 16.53 مليون |
| الكثافة السكانية (ن./كم²)                                 | 15.92                                                   | 42.3 |
| العاصمة                                                   | بوينس آيرس                                              | هراري |
| اللغة الرسمية                                             | اللغة الإسبانية                                         | لغة إنجليزية، اللغة الشونا، النديبيلية الشمالية ‏، لغة الشيشيوا، Barwe ‏، Kalanga language ‏، Tshwa language ‏، النداو ‏، اللغة التسونجا، لغة الإشارة الزيمبابوية ‏، اللغة السوتية، تونغا ‏، اللغة التسوانية، اللغة الفيندية، اللغة الكوسية |
| العملة                                                    | البيزو الأرجنتيني 1983 ‏، بيزو أرجنتيني، أسترال أرجنتيني | دولار أمريكي |
| الناتج المحلي الإجمالي (بليون دولار)                      | 637.59 مليار                                            | 17.85 مليار |
| الناتج المحلي الإجمالي (تعادل القوة الشرائية) بليون دولار | 883.02 مليار                                            | 27.88 مليار |
| الناتج المحلي الإجمالي الاسمي للفرد دولار أمريكي          | 13.43 ألف                                               | 924 |
| الناتج المحلي الإجمالي للفرد دولار أمريكي                 |                                                         | 1.79 ألف |
| مؤشر التنمية البشرية                                      | 0.827                                                   | 0.509 |
| رمز المكالمات الدولي                                      | +54                                                     | +263 |
| رمز الإنترنت                                              | .ar                                                     | .zw |
| المنطقة الزمنية                                           | 00                                                      | ت ع م+02:00 |

## منظمات دولية مشتركة
يشترك البلدان في عضوية مجموعة من المنظمات الدولية، منها:
| علم المنظمة | اسم المنظمة                               | تاريخ انضمام الأرجنتين | تاريخ انضمام زيمبابوي |
| ----------- | ----------------------------------------- | ---------------------- | --------------------- |
|             | مؤسسة التنمية الدولية                     | 3 أغسطس 1962           | 29 سبتمبر 1980        |
|             | البنك الإفريقي للتنمية                    | ?                      | ?                     |
|             | يونسكو                                    | 15 سبتمبر 1948         | 22 سبتمبر 1980        |
|             | مؤسسة التمويل الدولية                     | 13 أكتوبر 1959         | 29 سبتمبر 1980        |
|             | منظمة حظر الأسلحة الكيميائية              | ?                      | ?                     |
|             | الأمم المتحدة                             | 24 أكتوبر 1945         | 25 أغسطس 1980         |
|             | الاتحاد الدولي للاتصالات                  | 1889                   | 10 فبراير 1981        |
|             | منظمة الشرطة الجنائية الدولية             | ?                      | ?                     |
|             | البنك الدولي للإنشاء والتعمير             | 20 سبتمبر 1956         | 29 سبتمبر 1980        |
|             | الاتحاد البريدي العالمي                   | ?                      | ?                     |
|             | المركز الدولي لتسوية المنازعات الاستشارية | 18 نوفمبر 1994         | 19 يونيو 1994         |
|             | وكالة ضمان الاستثمار متعدد الأطراف        | 11 فبراير 1992         | 10 أبريل 1992         |
|             | منظمة التجارة العالمية                    | ?                      | ?                     |
|             | الفريق المعني برصد الأرض                  | ?                      | ?                     |

## وصلات خارجية
- موقع وزارة الخارجية الأرجنتينية
- موقع وزارة الخارجية الزيمبابوية